# Wahlenbergia insulae-howei
Wahlenbergia insulae-howei är en klockväxtart som beskrevs av Lothian. Wahlenbergia insulae-howei ingår i släktet Wahlenbergia och familjen klockväxter.
Artens utbredningsområde är Lord Howeön. Inga underarter finns listade i Catalogue of Life.